# Klarälven

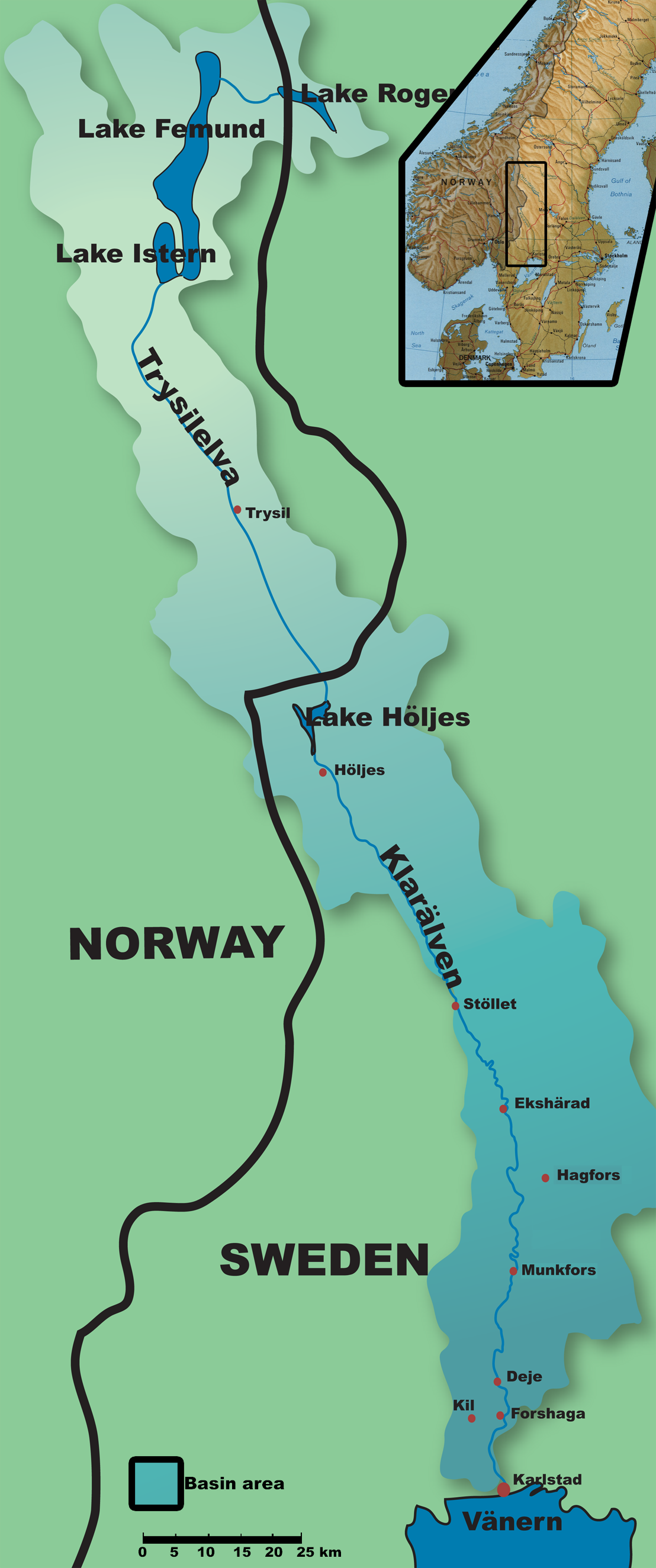
Stroomgebied

Klarälven ("de heldere rivier" in het Zweeds) is een rivier in Zweden en Noorwegen. De Klarälv is de langste rivier van Scandinavië, met een lengte van 460 kilometer. Het Zweedse gedeelte is bovendien de langste rivier van Zweden. In Noorwegen wordt de rivier Femundselva en Trysilelva genoemd. De rivier heeft van oudsher belangrijke economische voordelen gebracht. Zij was en is nog steeds een geschikte transportroute voor grote scheepvaart en afvoer van gekapte bomen. Ook geniet de rivier internationale erkenning als uitstekend sportviswater.

## Verloop
De rivier ontstaat in het Zweedse meer Rogen om van daaruit via twee Noorse meren, Femund en Engeren, terug naar de Zweedse grens te stromen. Bij het binnenstromen in Zweden stroomt zij door het Höljessjön en krijgt zij haar Zweedse naam. De eerste grotere plaats in Zweden ligt pas 100 km stroomafwaarts: Stöllet. Wel zijn er talloze gehuchten langs de rivier gelegen. Tot aan Ekshärad stroomt Klarälven door het Klarälvdalen, ook wel Älvdalen genoemd. Dit moet men echter niet verwarren met een andere rivier: de Älvdalen. De plaatsen op de kaart: Höljes, Stöllet, Ekshärad, Hagfors, Munkfors, Deje, Forshaga, Kil en Karlstad.

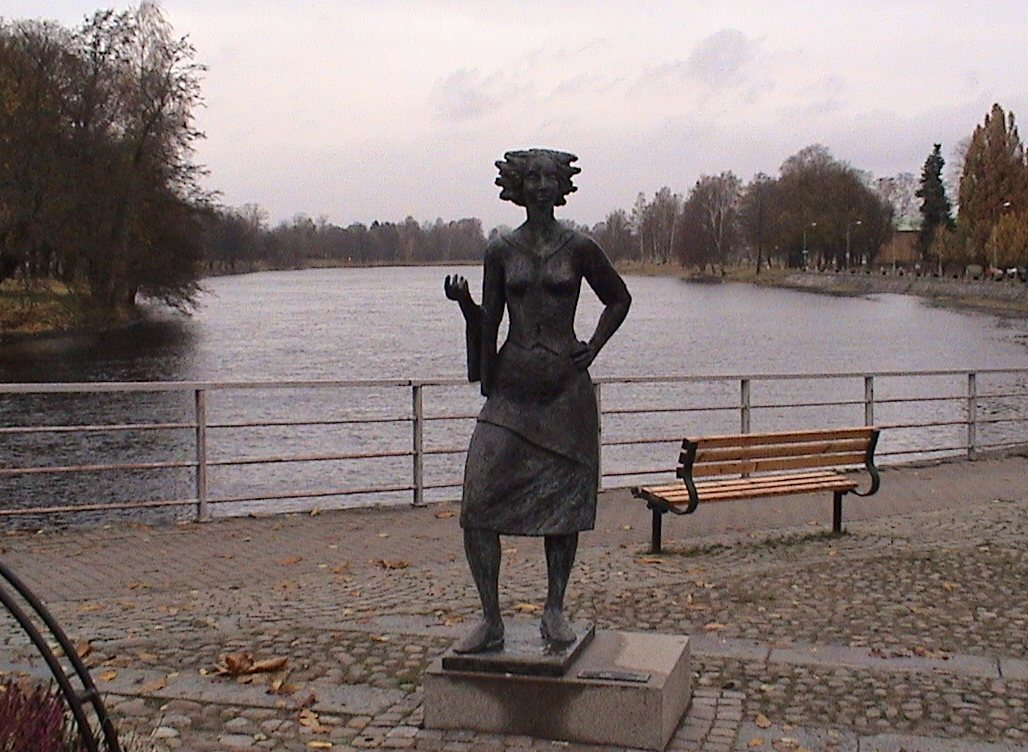
De rivier in Karlstad

Na Ekshärad moet de tot dan toe als een streep naar het zuiden stromende rivier zich aanpassen aan de omgeving: zij meandert verder tot Karlstad en stroomt daar het Vänernmeer in.
De enige natuurlijke afvoer van het Vänernmeer is de Göta älv, dat men kan beschouwen als een verlengstuk van Klarälven.

## Fietsroute
Langs Klarälven ligt een langeafstandsfietsroute van ruim 200 kilometer lang. Het traject bestaat uit twee delen: de Klarälvsleden (een voornamelijk onverharde weg tussen Sysslebäck en Uddeholm) en de Klarälvsbanan (aangelegd op een oud spoortraject tussen Uddeholm en Karlstad).